# Filip Mešár
Filip Mešár (né le 3 janvier 2004 à Spišská Belá en Slovaquie) est un joueur slovaque de hockey sur glace. Il évolue à la position d'attaquant.

## Biographie

### Carrière junior
Mešár commence sa carrière junior en 2016-2016, lors du tournoi sur invitation des sélections mondiales. Il y représente la sélection de la Slovaquie dans la catégorie des moins de 12. En 6 matchs, il inscrit 5 points.
Lors de la saison suivante, il prend part au Tournoi international de Québec. Il amasse 4 points en 2 rencontres et son équipe, la sélection HMS de Slovaquie termine au 26e rang du tournoi.
À partir de la saison 2017-2018, il évolue dans le système de formation junior du HK Poprad.

### En club
Mešár commence sa carrière professionnelle <vec le HK Poprad en TipsportExtraliga, lors de la saison 2020-2021. Il dispute son premier match le 3 octobre 2020 face au HK Nitra. Il marque son premier but durant cette rencontre, mais son équipe s'inclinne sur le score de 2-3. Poprad termine la saison régulière à la 3e place du classement générale. Lors des séries éliminatoires, ils éliminent le HC 07 Detva en 4 matchs lors des quarts de finale et on besoin de 6 matchs pour vaincre le HK Dukla Ingema Michalovce en demi-finales. Lors de la Finale, le HKM Zvolen les battent en 5 rencontres.
La saison suivante, il comptabilise 20 points en 43 parties et Poprad termine à la 6e place de la saison régulière.
Ils sont éliminés en quarts de finale des séries éliminatoires en 7 matchs par le HK Nitra. Il prend également part à la Coupe continentale, mais son équipe ne franchit pas la phase de groupe.
En prévision du repêchage de 2022, la centrale de recrutement de la LNH le classe au 20e rang des espoirs européens chez les patineurs. Le 8 juillet 2022, il est sélectionné au 26e rang par les Canadiens de Montréal. Un de ses amis d’enfance, Juraj Slafkovský est aussi sélectionné par les Canadiens durant le même repêchage.

### En équipe nationale
Mešár représente son pays, la Slovaquie à partir de la saison 2018-2019. il intègre le contingent des moins de 16 ans.
En 2021, il participe au Championnat du monde junior. La Slovaquie termine au 8e rang après avoir été battue par les États-Unis en quarts de finale, sur le score de 2-5.
Cette même année, il joue la Coupe Hlinka-Gretzky. La Slovaquie remporte la médaille d'argent, étant battue en finale par la Russie sur le score de 2-7.
En 2022, il prend part au Championnat du monde junior, disputant 2 rencontres avant que le tournoi ne soit annulé à cause de la pandémie de Covid-19, plusieurs équipes ayant de nombreux joueurs déclaré positifs.

## Statistiques

### En club
| Saison    | Équipe                        | Ligue                           |    | Saison régulière | Saison régulière | Saison régulière | Saison régulière | Saison régulière |   | Séries éliminatoires | Séries éliminatoires | Séries éliminatoires | Séries éliminatoires | Séries éliminatoires |
| Saison    | Équipe                        | Ligue                           | PJ | B                | A                | Pts              | Pun              | PJ               | B | A                    | Pts                  | Pun                  |                      |                      |
| 2015-2016 | Sélection de la Slovaquie M12 | WSI M12                         | 6  | 1                | 4                | 5                | 0                | -                | - | -                    | -                    | -                    |                      |                      |
| 2016-2017 | Sélection HMS de Slovaquie    | Tournoi international de Québec | 2  | 2                | 2                | 4                | 2                | -                | - | -                    | -                    | -                    |                      |                      |
| 2017-2018 | HK Poprad M16                 | LK                              | 41 | 26               | 23               | 49               | 6                | -                | - | -                    | -                    | -                    |                      |                      |
| 2018-2019 | HK Poprad M16                 | LK                              | 4  | 4                | 4                | 8                | 0                | -                | - | -                    | -                    | -                    |                      |                      |
| 2018-2019 | HK Poprad M18                 | ED                              | 52 | 23               | 27               | 50               | 10               | -                | - | -                    | -                    | -                    |                      |                      |
| 2018-2019 | HK Poprad M20                 | EJ                              | 1  | 0                | 0                | 0                | 0                | -                | - | -                    | -                    | -                    |                      |                      |
| 2019-2020 | HK Poprad M20                 | EJ                              | 41 | 15               | 35               | 50               | 22               | -                | - | -                    | -                    | -                    |                      |                      |
| 2020-2021 | HK Poprad                     | TipsportExtraliga               | 51 | 6                | 12               | 18               | 6                | 15               | 2 | 2                    | 4                    | 2                    |                      |                      |
| 2021-2022 | HK Poprad                     | TipsportExtraliga               | 43 | 11               | 9                | 20               | 8                | 6                | 3 | 1                    | 4                    | 0                    |                      |                      |
| 2021-2022 | HK Poprad                     | Coupe continentale              | 3  | 0                | 0                | 0                | 0                | -                | - | -                    | -                    | -                    |                      |                      |
| 2022-2023 | Rocket de Laval               | LAH                             | 1  | 0                | 0                | 0                | 0                | -                | - | -                    | -                    | -                    |                      |                      |
| 2022-2023 | Rangers de Kitchener          | LHO                             | 52 | 17               | 34               | 51               | 8                | 9                | 1 | 3                    | 4                    | 0                    |                      |                      |

### En équipe nationale
| Année     | Équipe        | Compétition                 |    | PJ | B  | A  | Pts | Pun                 |  | Résultat |
| 2018-2019 | Slovaquie M16 | International               | 5  | 1  | 0  | 1  | 0   |                     |  |          |
| 2019-2020 | Slovaquie M16 | International               | 18 | 2  | 11 | 13 | 8   |                     |  |          |
| 2021      | Slovaquie M20 | Championnat du monde junior | 2  | 0  | 0  | 0  | 0   | 8e place            |  |          |
| 2020-2021 | Slovaquie M18 | International               | 2  | 3  | 2  | 5  | 0   |                     |  |          |
| 2021-2022 | Slovaquie M18 | International               | 7  | 5  | 7  | 12 | 0   |                     |  |          |
| 2021      | Slovaquie M18 | Coupe Hlinka-Gretzky        | 5  | 2  | 6  | 8  | 0   | 2e place            |  |          |
| 2022      | Slovaquie M20 | Championnat du monde junior | 2  | 0  | 0  | 0  | 0   | Compétition annulée |  |          |
| 2021-2022 | Slovaquie     | International               | 3  | 0  | 1  | 1  | 0   |                     |  |          |
| 2023      | Slovaquie M20 | Championnat du monde junior | 5  | 2  | 4  | 6  | 2   | 6e place            |  |          |

## Trophées et honneurs personnels

### Coupe Hlinka-Gretzky
- 2021-2022 : médaille d'argent avec la Slovaquie.